# Serhii Pavlov
Serhii Pavlov (nac. 18 de julio de 1997 en Makiivka) es un baloncestista ucraniano que pertenece a la plantilla del Club Melilla Baloncesto de la Segunda FEB española. Con una altura de 2,04 metros, puede jugar de ala-pívot. Es internacional absoluto con la Selección de baloncesto de Ucrania.

## Trayectoria
Se formó como jugador de baloncesto en las categorías inferiores del BC Donetsk, donde con tan solo dieciséis años debutó en la primera división de su país en la temporada 2013-14. 
En 2015, firmó por el BC Khimik de la Superliga de baloncesto de Ucrania, donde permaneció durante cuatro temporadas, promediando más de catorce puntos y siete rebotes en la última de ellas. 
En la temporada 2019-20, tuvo un breve paso por la liga lituana LKL con el BC Pieno žvaigždės.
El 26 de octubre de 2019, firma por el BC Kiev de la Superliga de baloncesto de Ucrania, en el que estuvo durante dos temporadas. 
El 20 de junio de 2021, firma por el BC Dnipro de la Superliga de baloncesto de Ucrania, en el que promedia 10.7 puntos y 5.2 asistencias por encuentro antes de pararse la competición por el conflicto bélico. 
El 28 de febrero de 2022, firma con el Club Melilla Baloncesto, equipo de LEB Oro española, para disputar el resto de la temporada 2021-22.
El 21 de septiembre de 2022, firma por el KK Pärnu de la Latvian-Estonian Basketball League.
El 25 de enero de 2023, firma por el Śląsk Wrocław de la PLK polaca.
El 3 de marzo de 2023, firma por el BK Levski Sofia de Bulgaria.
El 19 de agosto de 2024, regresa al Club Melilla Baloncesto de la Segunda FEB española.

## Internacional
Representó la Selección de baloncesto de Ucrania en torneos internacionales tanto a nivel júnior como sénior. Participó en la clasificación para la Copa del Mundo de Baloncesto FIBA de 2019 y en el Campeonato Europeo Sub-16 de FIBA de 2013.
También jugó en la Universiada de Verano de 2019, donde logró la medalla de plata.
Es internacional absoluto con la Selección de baloncesto de Ucrania y en 2022, disputaría los partidos de las ventanas FIBA para la Copa Mundial de Baloncesto de 2023.